# John Tait
Pas d'image ? Cliquez ici

a Compétitions nationales et continentales officielles uniquement.

b Matchs officiels uniquement.
John Noel Tait, né le 14 août 1973 à Orangeville en Ontario au Canada, est un joueur de rugby à XV, qui joue avec l'équipe du Canada et avec les Cardiff Blues ou Brive, évoluant comme deuxième ligne (2,03 m pour 110 kg).
En 2015, il est à la tête de l'équipe du Canada de rugby à sept féminin, il est parvenu à qualifier le Canada pour les Jeux olympiques d'été de 2016 à Rio de Janeiro. Accusé de harcèlement par trente-sept joueuses de l'équipe nationale du Canada, il démissionne de son poste d'entraîneur en avril 2021.
Son frère, Luke Tait, est également international de rugby à XV.

## Biographie

### Carrière de joueur

#### En équipe nationale
Il a eu sa première cape internationale le 10 mai 1997, à l’occasion d’un match contre l'équipe des États-Unis.
Il dispute trois matchs de Coupe du monde de rugby 1999 avec le Canada.
Il dispute son dernier match international le 23 novembre 2002, à l’occasion d’un match contre l'équipe de France.

### Carrière d'entraîneur
Ric Suggitt lui confie sa première mission comme entraîneur ; en 2015, il a l'occasion à la tête de l'équipe du Canada de rugby à sept féminin, de disputer des rencontres contre l'équipe des États-Unis de rugby à sept féminin, entraînée depuis 2010 par Ric Suggitt. 
Il est parvenu à qualifier le Canada pour les Jeux olympiques d'été de 2016 à Rio de Janeiro en terminant aux quatre premières places des World Rugby Women's Sevens Series (deuxième). Accusé d'intimidation et de harcèlement par trente-sept joueuses de l'équipe nationale du Canada, il démissionne de son poste d'entraîneur en avril 2021 ; l'enquête interne conclut que « [son] comportement ne peut pas être qualifié comme du harcèlement selon la définition de la fédération [canadienne de rugby] » mais convient qu'il ne peut être maintenu dans ses fonctions,,.

## Statistiques en équipe nationale
- 37 sélections avec l'équipe du Canada
- 1 essai, 5 points
- Sélections par année : 8 en 1997, 3 en 1998, 10 en 1999, 8 en 2000, 5 en 2001, 3 en 2002.
- Participation à la Coupe du monde de rugby: Coupe du monde de rugby 1999 (3 matchs)